# Paul von Kotzebue
Pour les autres membres de la famille, voir Famille von Kotzebue.
Le comte Paul Demetrius von Kotzebue (en russe : Павел Евстафьевич Коцебу, Pavel Evstafiévitch Kotzebue), né le 10 août 1801 à Berlin et mort le 19 avril 1884 à Reval, est un général de l'armée impériale russe, d'origine germano-balte, combattant de la guerre de Crimée et gouverneur militaire de Varsovie. Il est titré comte en 1874. C'est le frère du peintre militaire Alexandre von Kotzebue et le demi-frère de l'explorateur Otto von Kotzebue.

## Biographie
Paul von Kotzebue est le fils du dramaturge August von Kotzebue. Il étudie au lycée de Saint-Pétersbourg, puis à Moscou à l'académie militaire des conducteurs de colonnes. Celle-ci préparait les futurs officiers d'état-major. Kotzebue entre à la Suite de Sa Majesté impériale en 1819. Il est lieutenant l'année suivante. Il combat au Caucase à partir de septembre 1821, sous le commandement d'Ermolov. Il reçoit l'Ordre de Sainte-Anne de quatrième et de troisième classe pour sa bravoure au combat. Il prend part ensuite à la guerre en Perse en 1828 et 1829 et reçoit l'Ordre de Sainte-Anne de deuxième classe avec épées et l'Ordre de Saint-Vladimir de quatrième classe avec ruban. Après avoir combattu à la guerre contre l'Empire ottoman en 1829, il est élevé au rang de capitaine et reçoit l'Ordre de Saint-Georges de quatrième classe pour ses faits d'armes au siège de Silistra. Le capitaine von Kotzebue participe à la pacification de 1831 en Pologne et devient colonel.
Le colonel von Kotzebue et nommé chef d'état-major de l'armée du Caucase en 1837 et devient major-général deux ans plus tard. Il entre dans la Suite de Sa Majesté impériale en tant qu'officier supérieur, le 19 janvier 1843. Il est nommé lieutenant-général en 1847, puis adjudant-général en octobre de la même année. Au début de la guerre de Crimée, il est chef d'état-major de l'armée du Danube. Il reçoit une épée d'or avec brillants pour la prise de Silistra, en avril 1854. Il est nommé chef d'état-major de l'armée du sud en février 1855, ainsi que celui de toutes les forces à terre et en mer situées en Crimée. Il reçoit le 13 septembre suivant l'Ordre de Saint-Georges de troisième classe pour sa bravoure à défendre la citadelle de Sébastopol qui finit cependant par tomber.
De 1855 à 1859, le général von Kotzebue commande le 5e corps d'armée et l'état-major de la 1re armée. Il est chef du 60e régiment d'infanterie de Zamoycki à une époque d'isolement diplomatique de la Russie. Il est nommé général d'infanterie et, le 12 décembre 1862, il est gouverneur général de la Nouvelle Russie et de la Bessarabie et commandant du secteur militaire d'Odessa. Il est admis au conseil d'État de l'Empire, le 25 octobre 1863. Pour son jubilé en tant qu'officier, il reçoit l'insigne de diamant de l'Ordre de Saint-André réservé aux plus hauts dignitaires de l'Empire.
Du 11 janvier 1874 au 18 mai 1880, le général von Kotzebue est gouverneur militaire de Varsovie, alors capitale de la province de la Vistule de l'Empire russe, et commandant du secteur militaire de Varsovie. Il est élevé au titre de comte de l'Empire, en 1874. Il fait partie ensuite de diverses commissions militaires, et de commissions chargées d'évaluer le « système Milioutine » dans le domaine de l'éducation. Il meurt à Reval, le 19 avril 1884.

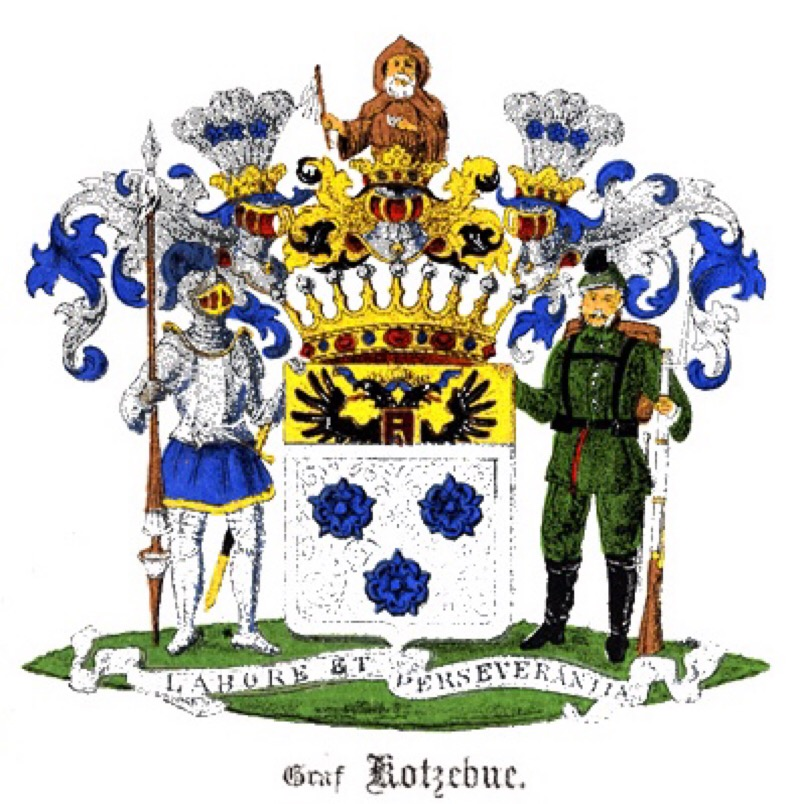
Armoiries du général-comte von Kotzebue

Kotzebue était de très petite taille (moins d'un mètre cinquante) et était décrit comme très soigné de sa personne et véritablement allemand, sa langue maternelle et d'usage étant l'allemand. Il avait, selon le général Piotr Parenssov (1843-1914), une certaine condescendance vis-à-vis des Russes.

## Source
- (ru) Cet article est partiellement ou en totalité issu de l’article de Wikipédia en russe intitulé « Коцебу, Павел Евстафьевич » (voir la liste des auteurs).